# Orage virtuel
Orage virtuel (Storm Watch) est un téléfilm américain réalisé par Terry Cunningham et diffusé en 2002.

## Fiche technique
- Titre original : Storm Watch
- Titre original alternatif : Code Hunter
- Réalisation : Terry Cunningham
- Scénario : Flavia Carrozzi et Terry Cunningham
- Photographie : Jacques Haitkin
- Musique : Sean Murray
- Pays de production :  États-Unis
- Langue originale : anglais
- Durée : 95 minutes
- Date de diffusion :

## Distribution
- Adrian Paul : Neville
- Nick Cornish : Nick Chase
- Vanessa Marcil : Tess Woodward
- Ling Bai : Skylar
- Tone Loc : Ray
- Allen Scott Rinker : Mason Kemeny
- Serena Scott Thomas : Docteur Valerie Harman
- Richard Cox : Richard Clark
- Wesley Jonathan : Ravi
- Nora Dunn : Rose Chase